# صباح الدين علي
صباح الدين علي (بالتركية: Sabahattin Ali)‏ وهو شاعر وكاتب وأديب وروائي تركي ولد في شهر فبراير عام 1907 في بلغاريا عندما كانت تحت حكم الدولة العثمانية وعاش أيام حياته مفرقة على العديد من المدن كمدينة أنقرة ويوزغات وقونية وغيرها. وتوفي وهو يحاول العودة متسللاً عبر الحدود إلى بلغاريا في شهر نيسان من عام 1948.

## حياته
ولد صباح في 25 شباط 1907 في بلدة «أغرى دره» في مقاطعة كومولجينا في ولاية أدرنه التي كانت تابعة للإمبراطورية العثمانية، وتقع الآن في بلغاريا واسمها أردينو. وكان والده قائد المشاة «صلاح الدين علي».
وبسبب كثرة انتقال عائلته نظرا لظروف عمل والده في أماكن مختلفة، فقد تلقى تعليم المرحلة الابتدائية في العديد من المدارس الابتدائية، منها في مدرسة إسطنبول، جناق قلعة، أدرميت الابتدائية. ولكن عائلته هاجرت إلى ادرميت في عام 1921 بسبب احتلال اليونان للمنطقة ولذلك أيضاً لم يستطع والده أن يتسلم معاشه الحكومي الشهري فعانت أسرته، وواجه أياماً شديدة الصعوبة.
وبعد إتمامه المرحلة الابتدائية، التحق صباح الدين علي بمدرسة المعلمين في باليكسير وهي مدرسة داخلية ومجانية ودرس فيها خمس سنوات. بعدها تخرج من مدرسة المعلم بإسطنبول في عام 1926 وعمل بالتدريس لمدة عام في مدرسة يوزغات الابتدائية، ثم اجتاز الامتحان الذي عقدته وزارة التعليم القومي لمنح البعثات إلى ألمانيا وبالفعل سافر إلى ألمانيا ودرس هناك عامين (1926-1928). وبعد عودة صباح الدين علي إلى الوطن عاد للتدريس في مدرسة أورخانلي الابتدائية. ثم عمل بتدريس اللغة الألمانية في مدرسة آيدين وقونيا الأعدادية.
ولقد ألقي القبض عليه أثناء تواجده في قونيا في عام 1932 بتهمة إلقاء شعر في مجلس مع رفاقه يهجو فيه آتاتورك. وحكم عليه بعام قضاه في سجون قونيا وسينوب، إلا أنه خرج قبل انتهاء مدته مستفيداً من قانون العفو الذي صدر بمناسبة الاحتفال بالعام العاشر على تأسيس الجمهورية في 1933.
وبعد الإفراج عنه ذهب إلى أنقرة عقب خروجه من السجن وتقدم بالتماس لوزراة التعليم القومي لأجل حصوله على وظيفة حكومية مرة أخرى. إلا أن «حكمت بايور» وزير التعليم القومي آنذاك طلب من صباح الدين علي أن يقدم له دليلاً قاطعاً على أنه صرف نظر عن أفكاره القديمة والتي دخل بسببها السجن، وبالفعل حاول صباح الدين أن يثبت ولاءه لأتاتورك وقام في 15 يناير 1934 بنشر قصيدة شعر بعنوان «عشقي» في مجلة الوجود يمدح فيه أتاتورك، وفي نفس العام حصل على وظيفة بمديرية وزارة النشر كما عمل بالتدريس في المدرسة الإعدادية بأنقرة.
وفي 16 مايو 1935 تزوج من السيدة علية هانم، وقام بأداء الخدمة العسكرية في عام 1936، وولدت له ابنة اسمها فيليز على في شهر أيلول 1937.
وأنهى صباح خدمته العسكرية كضابط في إسكي شهير، وفي 10 ديسمبر 1938 بدأ عمله كمعلم للغة التركية في مدرسة المعلم الموسيقية وفي عام 1940 عاد للخدمة العسكرية مرة أخرى، وبعد ما أنهاها عمل في الفترة ما بين (1941-1945) كمعلم للغة الألمانية في للكونسيرفتوار الدولي بأنقرة.
أحدثت روايته «الشيطان الخفى في أعماقنا» صدى كبيرا في الأوساط القومية، حتى أن صباح الدين قام برفع دعوى قضائية على «نيهال آتسز» بسبب المقالة التي كتبها يهاجمه فيها إلا أن صباح تعرض للعديد من الأزمات أثناء هذه القضية. وعلى الرغم من أن القضية حسمت لصالحه في عام 1944 إلا أنه لم يستطيع التخلص من ردة الفعل التي أثيرت ضده بسبب الأحداث والمظاهرات التي أشعلها القوميين حوله أثناء جلسات القضية. وكذلك تم استبعاده من وظيفته في الوزارة، وفي 1945 ذهب إلى إسطنبول وبدأ بالعمل كصحفي. ولكن أحداث الشغب التي عرفت ب«أحداث الفجر» والتي تم فيها تخريب جرائد مثل «لا تورك»، و«العالم الجديد» لكتابته مقالات فيها أعادته إلى البطالة من جديد.
بعدها قام صباح الدين علي في عام (1946-1947) بالتعاون مع عزيزنسين ورفعت ألغاز، بإصدار مجلات ماركو باشا ومرحوم باشا، ومعلوم باشا، وبقرة باشا، وهي مجلات سياسية ساخرة، ولكن هذه المجلات لم تستطع أن تقاوم ضغوط الحكومة ذات الحزب الواحد، فتم إغلاقها بتهمة أن مصطلح «باشا» الذي يطلقونه على أسماء هذه المجلات إشارة ساخرة «لعصمت باشا». وقد رفعت العديد من الدعاوى القضائية على كتابها بسبب المقالات التي تم نشرها فيها وتلقى صباح عقوبة بالسجن ثلاث أشهر بسبب كتاباته، وبعدها تعرض لأزمة نفسية من شدة أثر الضغوط السياسية التي تعرض لها، فقام بنشر مقالة باسم «يا له من شيء صعب» في مجلة «علي بابا» حيث تحدث فيها عن حالته التي يعيشها ويعاني منها قائلا: «هل رغبتنا في أن نعيش حياة دون حرمان من يطعمونا الطعام ودون أن يتركنا عراى من يمنحون الكساء، هل هذا أمر محال، صعب وخطير لهذه الدرجة» وفي 1948 بسبب قضية أخرى تم حبسه ثلاث أشهر أخرى في سجن باشاقاليس. وبعد خروجه بدأ مرة أخرى يعيش أيام صعبة ويعاني من البطالة، وبعد تعذر إيجاد مكان يكتب فيه. أراد أن يستخرج جواز سفر حتى يتمكن من السفر خارج البلاد. إلا أنه لم يتمكن من الحصول عليه، وعندما أدرك أنه يستحيل السفر خارج البلاد بالطرق القانونية، قرر الهرب متسللاً إلى بلغاريا، وذلك بمساعدة أحد الهاربين من السجن ويدعى «علي أرتكين» والذي سيساعده على الهرب بمقابل أجر مادي، ولكن تم العثور على جثته في 2 أبريل 1948 مقتولا في ظروف غامضة وهو يحاول التسلل عبر الحدود.
فيما بعد اعترف علي أرتكين بقتله لصباح الدين علي بدافع الغيرة الوطنية، وتم الحكم عليه بالسجن أربع سنوات، لكنه بعد بضع أسابيع أطلق سراحه مستفيداً من قانون العفو.
وفي مدينة بلغاريا تم الاحتفال بمرور مائة عام على ولادة صلاح الدين علي في مدينة اغري دره (أردينو) في بلغاريا. وقد حضر الاجتماع الذي عقد في 31 مارس 2007 كتاب وشعراء وأدباء أتراك وبلغاريون من مختلف مدن بلغاريا، ورئيس اتحاد كتاب بلغاريا، كما حضرت فيليز علي ابنة صباح الدين. واشتهرت سيرته لأن جميع الأعمال الأدبية لصباح الدين علي بدأت تدرّس في كافة مراحل التعليم في بلغاريا منذ عام 1950، ولذلك ذاع صيت الأديب صباح الدين علي فيها.

## مسيرته الأدبية
بدأ صباح مسيرته الأدبية بنظم الشعر الموزون والذي كان يحمل ملامح الشعر الشعبي; وقد نشره في مجلة جاغيلان التي صدرت في باليكسير والتي يترأسها أورخان شائق كولياى عام 1926. ولقد كتب صباح في الفترة من (1926-1928) في العديد من المجلات مثل ثروت فنون، الشمس، الحياة، المشاعل، وبدأ في نفس الفترة كتابة القصة القصيرة والرواية.
كانت القصة القصيرة الأولى له هي «حكاية غابة» التي نشرها في 30 أيلول 1930 في مجلة «الشهر المصورة»، ولقد قام ناظم حكمت بتقديم هذه القصة ذات الأتجاه الأجتماعى للقراء بهذه الكلمات:
" هذا الاثر الأدبى هو من الأعمال التي لا نصادفها نادرا حيث نشاهد فيها جميع الجوانب والأطراف المحافظة والمتحررة في القرية، وكيف يعبث أصحاب رؤوس الأموال في القرية ويقومون بتوزيعها في سبيل زيادة رأس المال وفي النهاية عرض الحياة المغلقة والحزرة للغابة التي تكون من أعظم عناصر الطبيعة والتي لا تقل أهمية عن البحر، خلال توعية نضجه بكافة التفاصيل.
بعدما خرج صباح من السجن لفت الأنظار اليه بقصصه القصيرة مثل "الساقية"، و"خطاطيف" والبائع" و"عربة ثيران" التي نشرها في الفترة بين عامي (1934-1936) في مجلة "الوجود". وكان باقترابه من شخصية الإنسان الأناضول أكسب الأدب التركي بعدا جديدا. فقد عبر عن الأم وأوجاع الناس المطحونة، وأنتقد في أدبه أيضا الحالة السلبية للمثقفين وأهل المدينة تجاه إنسان الأناضول.
وروايته «يوسف القويوجاقلى» التي نشرها عام 1937, تعد من أفضل النماذج الأدبية المعبرة عن الرواية التركية الواقعية.
والكتاب الشعرى لصباح الدين الذي يحمل أسم «الرياح والجبال» 1934 والذي جمع فيه أشعاره المستوحاة من الشعر الشعبى التركي، قد لاقى أهتمام بالغ من قبل الأوساط الأدبية، فنجد على سيبل المثال (يشار نابي) يكتب عنها كلمات المدح هذه في «حكمتلي مليتي»:
«أن الوصف الغالب لهذا الكتاب أنه يمثل تجربة على طريق الأدب الشعبى، فصباح الدين علي قدم نتائج موفقة في هذه التجربة على الرغم لشعورنا أن هذا الشعر ليس من شاعر شعبى في الأصل إلا أنه نجح في أن يذيقنا ويمتعنا بأداء شعبى أصيل نعرفه ونحبه، وتخلص من الصور الشعرية المعقدة، وقد أضاف بصدق لهذا الشعر.»
وعلى الرغم لهذه الحفاوة بشعره الا أنه لم يتعلق بكتابة الشعر كثيرا وأتجه بقلمه إلى القصة القصيرة والرواية فحسب. وأشعاره التي كتبها وذاع صيتها بسبب أستخدامه للغة والأقوال الشعبية مثل «ياليلى يا ليل»، و«لا تأخذ قلبي».
وكانت له تجربة واحدة في المسرح; هي مسرحية «الأسرى» من ثلاث فصول نشرها في عام 1936 في مجلة «الوجود».

## أعماله

### الشعر
جبال ورياح أصدرها عام 1934، وفي عام 1937 أصدر غراميات ضفدع مع أشعار أخرى.

### مؤلفات القصائد
- أغاني السجن (اديرما قونول، كارام قوناي، ادسي اكبايرام)
- ليليم لي (زولفو ليفانلي)
- أغاني السجن (قوكلاردا كارتال، قيبيديم، نازلي ياريم، دانيز اكيوراك)
- أغاني السجن (قاتشميور قونلار للفنان أحمد كايا)
- مثل الأطفال للفنانة (سيزان أكسو)
- كيز كاتشيران (للفنان أحمد كايا)
- كارا يازي للفنان أحمد كايا
- مالانكولي (علي كوجتابا، نوكهات دورو)
- اسكيسي قيبي (بان ينا سانا فورقوم، علي كوجتابا، نوكهات دورو)
- داغلار (داغلاردير داغلار للفنانة سيزان أكسو)
- قوكلاردا كارتال قيبيديم (غناها فوكان كوناك وأحمد كايا)

### القصص
- دايرمان 1935
- كاغيني 1936
- هانادا مالاك 1937
- سس 1937 (تُرجمت مجموعة «سس» للعربية تحت اسم «صوت» وصدرت عن دار موزاييك بترجمة عبد الرحمن الشيخ المكتبي[4])
- كاغيني وسس 1943 كتابين مع بعضهما
- يني دونيا 1943

سيرتشا كوشاك 1947
- كاميون
- جميع القصص جمعت في عام 1997 في ثلاث كتب دايرمان، كاغني، سس
- بير أورمان هيكياسي

### المسرحيات
زاناتكارلار في عام 1936

### الروايات
- كويجاكلي يوسف في عام 1937
- الشيطان في أعماقنا في عام 1940
- مادونا صاحبة معطف الفرو 1942

### الجمعيات
- ماركو باشا يازيلاري اوتاكي في عام 1998
- تشاكيجين ايلك كورشونو في عام 2002
- ماهكامالاردا في عام 2004
- هاب قانتش كالاجام في عام 2008

### ترجمة
- تاريهتا غاريب واكالار لماكس ماريتش في عام 1941
- انتي قونا سوفوكلاس في عام 1942
- ميننا فون بارناهالم لاسينق عام 1943
- اوتش روماتنيك هيكايا لفون كلاسيت وكريميسو وهوفمان 1944
- فونتمارا ايقنازيو يالونا في عام 1944
- قيقاس في يوزغو لفاري هيببال في عام 1944
- يوز باشينين كيزي لبوشكين في عام 1944 مع ارول قوناي.

## وصلات خارجية
- صباح الدين علي على موقع IMDb (الإنجليزية)
- صباح الدين علي على موقع الموسوعة البريطانية (الإنجليزية)
- صباح الدين علي على موقع ألو سيني (الفرنسية)
- صباح الدين علي على موقع ميوزك برينز (الإنجليزية)
- صباح الدين علي على موقع قاعدة بيانات الفيلم (الإنجليزية)
- صباح الدين علي على موقع كينوبويسك (الروسية)